# Barantola panarista
Barantola panarista är en fjärilsart som beskrevs av Turner 1917. Barantola panarista ingår i släktet Barantola och familjen plattmalar. Inga underarter finns listade i Catalogue of Life.